# Scoliophthalmus trapezoides
Scoliophthalmus trapezoides är en tvåvingeart som beskrevs av Becker 1903. Scoliophthalmus trapezoides ingår i släktet Scoliophthalmus och familjen fritflugor. Inga underarter finns listade i Catalogue of Life.